# Rivalität zwischen Toledo Rockets und Bowling Green Falcons
Die Rivalität zwischen den Toledo Rockets und den Bowling Green Falcons ist eine Rivalität um die Footballmannschaften der Mid-American-Conference-Mitglieder Bowling Green State University (BGSU) und der University of Toledo (UT). Sie gilt als einer der stärksten im College Football. Seit 1948 tragen beide Mannschaften jährlich ein Spiel gegeneinander aus. Die beiden Universitäten liegen nur 40 Kilometer entfernt voneinander an der Interstate 75 (I-75). Die Bowling Green Falcons und die Toledo Rockets tauschten zwei Trophäen aus: Die Peace Pipe Trophy (1980–2010) und die Battle of I-75 Trophy (2011 bis heute).

## Geschichte
Die Rivalität zwischen der UT und der BGSU geht bis in das Jahr 1919 zurück. Die Spiele waren (und sind es immer noch) von einer leidenschaftlichen Fangemeinde und einen Hass auf den jeweiligen Gegner geprägt. 1935 randalierten Fans der Toledo Rockets nach einem 63:0 Shutout-Sieg, was dazu führte, dass die beiden Mannschaften erst 1948 wieder aufeinandertrafen. Es war der dritte Sieg in Folge für Toledo, in denen sie Bowling Green insgesamt 111:7 schlugen. Bowling Greens Athletikdirektor sah sich in der Folge gezwungen die deutliche Überlegenheit Toledos im Football anzuerkennen und brach daher alle sportlichen Beziehung ab. Vor dem erneuten Aufeinandertreffen auf dem Footballfeld, begann die Wiederaufnahme von sportlichen Beziehungen im Basketball. Das Spiel von 1948 endete in einem 21:6-Sieg für Bowling Green. Die folgenden vier Spiele endeten mit abwechselnden Siegen beider Mannschaften, sodass von einer ausgeglichenen spielerischen Stärke gesprochen werden konnte. 1955 begann die längste Siegesserie der Rivalität, als Bowling Green zwölf Jahre in Folge siegreich war. Erst das 1967er Team der Rockets beendete die Serie mit einem 33:0-Sieg und brachte im selben Jahr dem Team den ersten Sieg in der Mid-American Conference ein.

## Trophäen

### Peace Pipe Trophy
1948 wurde als Friedenszeichen das Rauchen einer 1,8 Meter langen Friedenspfeife (engl. peace pipe) in der Halbzeit eingeführt. Die Pfeife wurde im Anschluss dem siegreichen Team übergeben, welches die Pfeife bis zum nächsten Aufeinandertreffen behielt. Die Tradition wurde 1969 unterbrochen, als die Pfeife aus den Büros der University of Toledo gestohlen wurde. Sie wurde nie wiedergefunden und der Dieb nie gefasst.
1980 wurde in Anlehnung an die alte Tradition eine metallische Miniatur-Friedenspfeife als Trophäe eingeführt, welche vom ehemaligen Rockets-Spieler Frank Kralik hergestellt wurde. Die Friedenspfeife ist auf einem kleinen Pokal befestigt, auf welchem die Logos der beiden Footballteams abgebildet sind.
Die Verleihung der Peace Pipe Trophy wurde nach dem Spiel von 2010 eingestellt. Die Universitäten einigten sich nach Kritik amerikanischer Ureinwohner darauf, eine neue Trophäe einzuführen. Berücksichtigt wurden die Symbolik der Friedenspfeife, als auch die Anregung der NCAA, Symbole und Spitznamen, welche mit Ureinwohnern assoziiert werden, zu entfernen. Die Peace Pipe Trophy wird seitdem im Trophäenschrank der University of Toledo ausgestellt, da Toledo das letzte Spiel um die Trophäe gewann.

### Battle of I-75 Trophy
2011 begannen die beiden Universitätsteams um die Battle of I-75 Trophy zu spielen. Diese wurde von Taylor Kia Automotive Group gesponsert und ersetzte die Peace Pipe Trophy. Die Battle of I-75 Trophy wurde von Jeff Artz entworfen, der auch schon den Fred Biletnikoff Award entworfen hatte. Die Trophäe wurde jedoch nicht rechtzeitig zum ersten Spiel um ebendiese fertig gestellt, weshalb sie erst 2012 erstmals feierlich vergeben wurde. Toledo siegte in den ersten acht Spielen um die Battle of I-75 Trophy, ehe Bowling Green sie 2019 erstmals gewann.

## Spielresultate
Bislang trafen beide Mannschaften 89 Mal aufeinander, dabei konnte Bowling Green 42 Mal, Toledo 43 Mal gewinnen und viermal endeten die Spiele unentschieden.
Siege von Bowling Green sind unterlegt mit ██ orange, Siege von Toledo mit ██ blau und Unentschieden mit ██ schwarz.
| #                                    | Datum              | Ort           | Sieger        | Sieger | Verlierer     | Verlierer | Gesamt (S–N–U) |
| ------------------------------------ | ------------------ | ------------- | ------------- | ------ | ------------- | --------- | -------------- |
| 1                                    | 10. März 1919      | Bowling Green | Toledo        | 6      | Bowling Green | 0         | UT 1–0–0       |
| 2                                    | 29. Oktober 1921   | Toledo        | Bowling Green | 20     | Toledo        | 7         | 1–1–0          |
| 3                                    | 4. November 1922   | Bowling Green | Toledo        | 6      | Bowling Green | 6         | 1–1–1          |
| 4                                    | 27. Oktober 1923   | Toledo        | Toledo        | 27     | Bowling Green | 0         | UT 2–1–1       |
| 5                                    | 25. Oktober 1924   | Toledo        | Toledo        | 12     | Bowling Green | 7         | UT 3–1–1       |
| 6                                    | 20. Oktober 1928   | Bowling Green | Bowling Green | 14     | Toledo        | 0         | UT 3–2–1       |
| 7                                    | 26. Oktober 1929   | Toledo        | Toledo        | 0      | Bowling Green | 0         | UT 3–2–2       |
| 8                                    | 11. Januar 1930    | Bowling Green | Bowling Green | 0      | Toledo        | 0         | UT 3–2–3       |
| 9                                    | 11. Mai 1932       | Bowling Green | Bowling Green | 12     | Toledo        | 6         | 3–3–3          |
| 10                                   | 28. Oktober 1932   | Toledo        | Toledo        | 26     | Bowling Green | 7         | UT 4–3–3       |
| 11                                   | 11. März 1934      | Bowling Green | Toledo        | 22     | Bowling Green | 0         | UT 5–3–3       |
| 12                                   | 11. Februar 1935   | Toledo        | Toledo        | 63     | Bowling Green | 0         | UT 6–3–3       |
| 13                                   | 9. Oktober 1948    | Toledo        | Bowling Green | 21     | Toledo        | 6         | UT 6–4–3       |
| 14                                   | 8. Oktober 1949    | Toledo        | Toledo        | 20     | Bowling Green | 19        | UT 7–4–3       |
| 15                                   | 28. Oktober 1950   | Toledo        | Bowling Green | 39     | Toledo        | 14        | UT 7–5–3       |
| 16                                   | 27. Oktober 1951   | Bowling Green | Toledo        | 12     | Bowling Green | 6         | UT 8–5–3       |
| 17                                   | 25. Oktober 1952   | Toledo        | Bowling Green | 29     | Toledo        | 19        | UT 8–6–3       |
| 18                                   | 24. Oktober 1953   | Bowling Green | Toledo        | 20     | Bowling Green | 19        | UT 9–6–3       |
| 19                                   | 23. Oktober 1954   | Toledo        | Toledo        | 38     | Bowling Green | 7         | UT 10–6–3      |
| 20                                   | 22. Oktober 1955   | Bowling Green | Bowling Green | 39     | Toledo        | 0         | UT 10–7–3      |
| 21                                   | 20. Oktober 1956   | Toledo        | Bowling Green | 24     | Toledo        | 12        | UT 10–8–3      |
| 22                                   | 19. Oktober 1957   | Bowling Green | Bowling Green | 29     | Toledo        | 0         | UT 10–9–3      |
| 23                                   | 18. Oktober 1958   | Toledo        | Bowling Green | 31     | Toledo        | 16        | 10–10–3        |
| 24                                   | 17. Oktober 1959   | Bowling Green | Bowling Green | 51     | Toledo        | 21        | BG 11–10–3     |
| 25                                   | 15. Oktober 1960   | Toledo        | Bowling Green | 14     | Toledo        | 3         | BG 12–10–3     |
| 26                                   | 14. Oktober 1961   | Bowling Green | Bowling Green | 17     | Toledo        | 6         | BG 13–10–3     |
| 27                                   | 13. Oktober 1962   | Toledo        | Bowling Green | 28     | Toledo        | 13        | BG 14–10–3     |
| 28                                   | 19. Oktober 1963   | Bowling Green | Bowling Green | 22     | Toledo        | 20        | BG 15–10–3     |
| 29                                   | 17. Oktober 1964   | Toledo        | Bowling Green | 31     | Toledo        | 14        | BG 16–10–3     |
| 30                                   | 16. Oktober 1965   | Bowling Green | Bowling Green | 21     | Toledo        | 14        | BG 17–10–3     |
| 31                                   | 15. Oktober 1966   | Toledo        | Bowling Green | 14     | Toledo        | 13        | BG 18–10–3     |
| 32                                   | 14. Oktober 1967   | Bowling Green | Toledo        | 33     | Bowling Green | 0         | BG 18–11–3     |
| 33                                   | 12. Oktober 1968   | Toledo        | Toledo        | 0      | Bowling Green | 0         | BG 18–11–4     |
| 34                                   | 11. Oktober 1969   | Bowling Green | Toledo        | 27     | Bowling Green | 26        | BG 18–12–4     |
| 35                                   | 10. Oktober 1970   | Toledo        | Toledo        | 20     | Bowling Green | 0         | BG 18–13–4     |
| 36                                   | 9. Oktober 1971    | Bowling Green | Toledo        | 24     | Bowling Green | 7         | BG 18–14–4     |
| 37                                   | 7. Oktober 1972    | Toledo        | Bowling Green | 19     | Toledo        | 8         | BG 19–14–4     |
| 38                                   | 6. Oktober 1973    | Bowling Green | Bowling Green | 49     | Toledo        | 35        | BG 20–14–4     |
| 39                                   | 5. Oktober 1974    | Toledo        | Toledo        | 24     | Bowling Green | 19        | BG 20–15–4     |
| 40                                   | 11. Oktober 1975   | Bowling Green | Bowling Green | 34     | Toledo        | 17        | BG 21–15–4     |
| 41                                   | 9. Oktober 1976    | Toledo        | Bowling Green | 29     | Toledo        | 28        | BG 22–15–4     |
| 42                                   | 8. Oktober 1977    | Bowling Green | Bowling Green | 21     | Toledo        | 13        | BG 23–15–4     |
| 43                                   | 7. Oktober 1978    | Toledo        | Bowling Green | 45     | Toledo        | 27        | BG 24–15–4     |
| 44                                   | 6. Oktober 1979    | Bowling Green | Toledo        | 23     | Bowling Green | 17        | BG 24–16–4     |
| Einführung der Peace Pipe Trophy     |                    |               |               |        |               |           |                |
| 45                                   | 11. Oktober 1980   | Toledo        | Bowling Green | 17     | Toledo        | 6         | BG 25–16–4     |
| 46                                   | 24. Oktober 1981   | Bowling Green | Bowling Green | 38     | Toledo        | 0         | BG 26–16–4     |
| 47                                   | 23. Oktober 1982   | Toledo        | Toledo        | 24     | Bowling Green | 10        | BG 26–17–4     |
| 48                                   | 8. Oktober 1983    | Bowling Green | Toledo        | 6      | Bowling Green | 3         | BG 26–18–4     |
| 49                                   | 6. Oktober 1984    | Toledo        | Toledo        | 17     | Bowling Green | 6         | BG 26–19–4     |
| 50                                   | 11. November 1985  | Bowling Green | Bowling Green | 21     | Toledo        | 0         | BG 27–19–4     |
| 51                                   | 15. November 1986  | Toledo        | Toledo        | 22     | Bowling Green | 3         | BG 27–20–4     |
| 52                                   | 17. Oktober 1987   | Bowling Green | Bowling Green | 20     | Toledo        | 6         | BG 28–20–4     |
| 53                                   | 24. September 1988 | Toledo        | Toledo        | 34     | Bowling Green | 5         | BG 28–21–4     |
| 54                                   | 14. Oktober 1989   | Bowling Green | Bowling Green | 27     | Toledo        | 23        | BG 29–21–4     |
| 55                                   | 13. Oktober 1990   | Toledo        | Toledo        | 19     | Bowling Green | 13        | BG 29–22–4     |
| 56                                   | 19. Oktober 1991   | Bowling Green | Bowling Green | 24     | Toledo        | 21        | BG 30–22–4     |
| 57                                   | 17. Oktober 1992   | Toledo        | Bowling Green | 10     | Toledo        | 9         | BG 31–22–4     |
| 58                                   | 2. Oktober 1993    | Bowling Green | Bowling Green | 17     | Toledo        | 10        | BG 32–22–4     |
| 59                                   | 15. Oktober 1994   | Toledo        | Bowling Green | 31     | Toledo        | 16        | BG 33–22–4     |
| 60                                   | 21. Oktober 1995   | Bowling Green | Toledo        | 35     | Bowling Green | 16        | BG 33–23–4     |
| 61                                   | 5. Oktober 1996    | Toledo        | Toledo        | 24     | Bowling Green | 16        | BG 33–24–4     |
| 62                                   | 25. Oktober 1997   | Bowling Green | Toledo        | 35     | Bowling Green | 20        | BG 33–25–4     |
| 63                                   | 17. Oktober 1998   | Toledo        | Toledo        | 24     | Bowling Green | 16        | BG 33–26–4     |
| 64                                   | 2. Oktober 1999    | Bowling Green | Bowling Green | 34     | Toledo        | 23        | BG 34–26–4     |
| 65                                   | 22. November 2000  | Toledo        | Toledo        | 51     | Bowling Green | 17        | BG 34–27–4     |
| 66                                   | 23. November 2001  | Bowling Green | Bowling Green | 56     | Toledo        | 21        | BG 35–27–4     |
| 67                                   | 30. November 2002  | Toledo        | Toledo        | 42     | Bowling Green | 24        | BG 35–28–4     |
| 68                                   | 29. November 2003  | Bowling Green | Bowling Green | 31     | Toledo        | 23        | BG 36–28–4     |
| 69                                   | 23. November 2004  | Toledo        | Toledo        | 49     | Bowling Green | 41        | BG 36–29–4     |
| 70                                   | 22. November 2005  | Bowling Green | Toledo        | 44     | Bowling Green | 41        | BG 36–30–4     |
| 71                                   | 21. November 2006  | Toledo        | Toledo        | 31     | Bowling Green | 21        | BG 36–31–4     |
| 72                                   | 23. November 2007  | Bowling Green | Bowling Green | 37     | Toledo        | 10        | BG 37–31–4     |
| 73                                   | 28. November 2008  | Toledo        | Bowling Green | 38     | Toledo        | 10        | BG 38–31–4     |
| 74                                   | 27. November 2009  | Bowling Green | Bowling Green | 38     | Toledo        | 24        | BG 39–31–4     |
| 75                                   | 17. November 2010  | Toledo        | Toledo        | 33     | Bowling Green | 14        | BG 39–32–4     |
| Einführung der Battle of I-75 Trophy |                    |               |               |        |               |           |                |
| 76                                   | 15. Oktober 2011   | Bowling Green | Toledo        | 28     | Bowling Green | 21        | BG 39–33–4     |
| 77                                   | 15. September 2012 | Toledo        | Toledo        | 27     | Bowling Green | 15        | BG 39–34–4     |
| 78                                   | 26. Oktober 2013   | Bowling Green | Toledo        | 28     | Bowling Green | 25        | BG 39–35–4     |
| 79                                   | 19. November 2014  | Toledo        | Toledo        | 27     | Bowling Green | 20        | BG 39–36–4     |
| 80                                   | 17. November 2015  | Bowling Green | Toledo        | 44     | Bowling Green | 28        | BG 39–37–4     |
| 81                                   | 15. Oktober 2016   | Toledo        | Toledo        | 42     | Bowling Green | 35        | BG 39–38–4     |
| 82                                   | 15. November 2017  | Bowling Green | Toledo        | 66     | Bowling Green | 37        | 39–39–4        |
| 83                                   | 6. Oktober 2018    | Toledo        | Toledo        | 52     | Bowling Green | 36        | UT 40–39–4     |
| 84                                   | 12. Oktober 2019   | Bowling Green | Bowling Green | 20     | Toledo        | 7         | 40–40–4        |
| 85                                   | 5. November 2020   | Toledo        | Toledo        | 38     | Bowling Green | 3         | UT 41–40–4     |
| 86                                   | 10. November 2021  | Bowling Green | Toledo        | 49     | Bowling Green | 17        | UT 42–40–4     |
| 87                                   | 16. November 2022  | Toledo        | Bowling Green | 42     | Toledo        | 35        | UT 42–41–4     |
| 88                                   | 14. November 2023  | Bowling Green | Toledo        | 32     | Bowling Green | 31        | UT 43–41–4     |
| 89                                   | 26. Oktober 2024   | Toledo        | Bowling Green | 41     | Toledo        | 26        | UT 43–42–4     |